# The Naked Eye
The Naked Eye ist ein US-amerikanischer Dokumentarfilm von Louis Clyde Stoumen aus dem Jahr 1956. Stoumen stellte seinem Film die Worte voran: Ein Film über den Spaß und die Kunst der Fotografie (a film about the fun and art of photography). The Naked Eye erhielt eine Oscarnominierung.

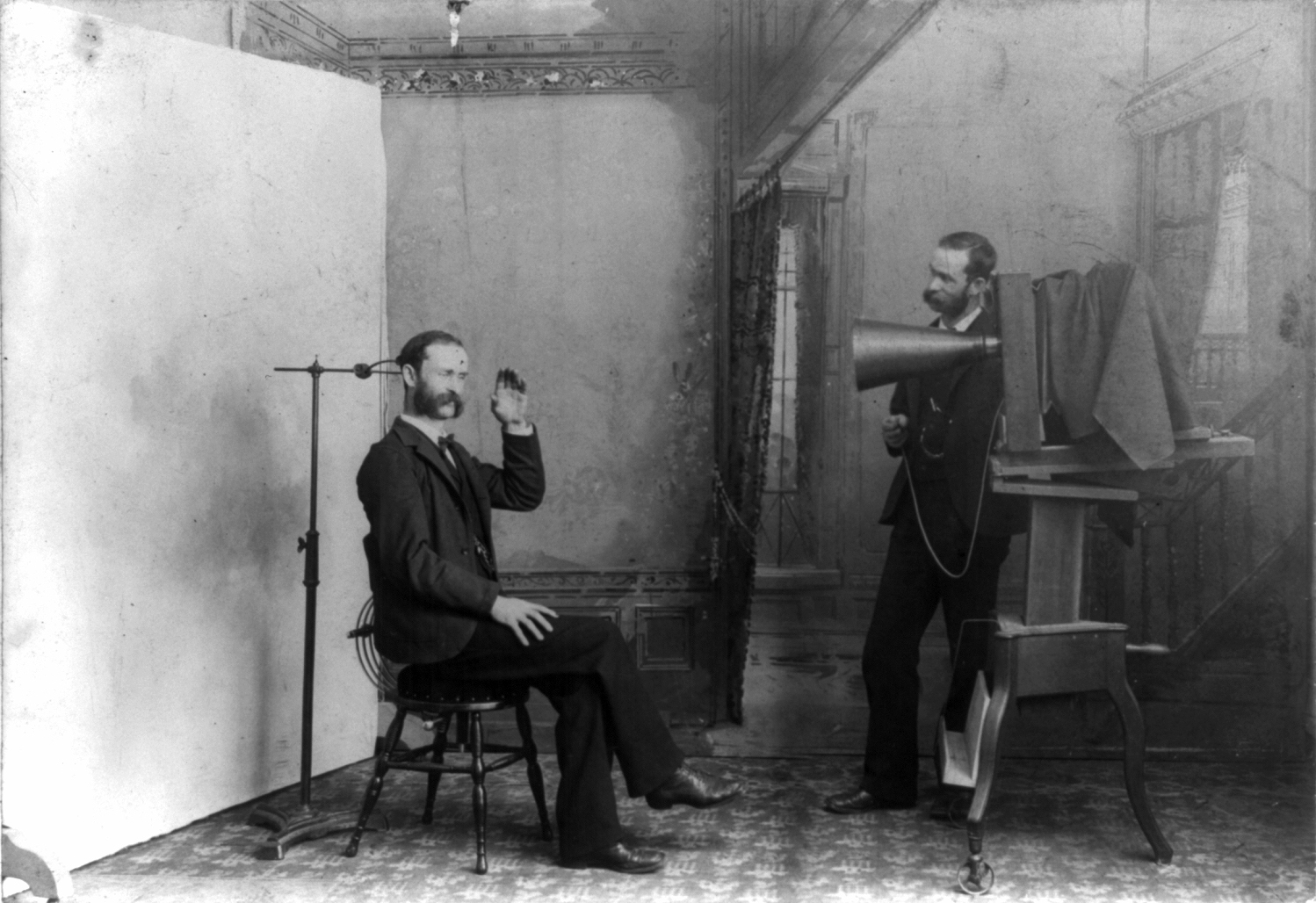
Porträtfotografie um 1893

## Handlung
Louis Clyde Stoumens Dokumentation über die Kunst und die Geschichte der Fotografie wird eröffnet mit einem Zitat aus dem Buch Kohelet: „Wahrlich süss ist das Licht, und schön für die Augen, die Sonne zu sehen.“ Dargestellt wird dann an vielen Beispielen in einem Abriss die technische Entwicklung der Fotografie von Louis Daguerres Anfängen 1835 bis zum Jahr 1956. Im ersten Teil des Films richtet Stoumen seinen Blick in narrativen Sequenzen auf die wichtigsten Künstler des Metiers, allen voran Alfred Eisenstaedt und Weegee. Eingegangen wird auf Eisenstaedts Vorliebe für die Available-Light-Fotografie, zu deren Pionieren er neben Erich Salomon zählte.
In der zweiten Hälfte des Films konzentriert Stoumen sich weitgehend auf den Fotografen Edward Weston und sein Lebenswerk. Auch die Arbeiten seiner Söhne Brett und Cole werden dargestellt. Gezeigt werden diverse Arbeiten von Edward Weston, die Details mit großer Schärfentiefe sowie in feinen Hell-Dunkel-Abstufen wiedergeben, wie zum Beispiel Sanddünen, eine Muschel, totes Treibholz oder eine zum Kunstobjekt stilisierte Paprikaschote. Brett Westons eine Zeitlang bevorzugtes Motiv war die Ostküste Amerikas, worauf der Film ebenfalls eingeht.
Neben traditionellen Aufnahmen, bringt Stoumen, der an der University of California, Los Angeles (UCLA) Filmkunst unterrichtete und Standbilder mit einer neuen Technik, einer sogenannten „fotografischen Animation“ ermöglichte, auch diese in seinen Film ein.
Fotos folgender weiterer Fotografen werden gezeigt und besprochen:
- Margaret Bourke-White, US-amerikanische Fotoreporterin und erste Kriegsberichterstatterin der US-Armee und gegen Ende des Zweiten Weltkriegs Fotografin der US-Luftwaffe.
- Ansel Adams, US-amerikanischer Fotograf und Lehrer der künstlerischen Fotografie. Er wurde vor allem bekannt durch seine Landschafts- und Naturfotografien aus den Nationalparks, National Monuments und den Wilderness Areas im Westen der Vereinigten Staaten.
- William Henry Jackson, US-amerikanischer Fotograf, der vor allem durch seine Fotos über den amerikanischen Westen berühmt wurde.
- Alfred Stieglitz, US-amerikanischer Fotograf, Galerist und Mäzen. Stieglitz präsentierte viele der herausragendsten Fotografien seiner Zeit.
- Mathew B. Brady, US-amerikanischer Fotograf, Chronist des Bürgerkrieges und einer der ersten fotografischen Kriegsberichterstatter.
- Nadar, französischer Fotograf, oft Porträts; berühmt wurden aber auch seine Langzeitbelichtungen in den Pariser Katakomben und Abwasserkanälen.
- Paul Strand, US-amerikanischer Fotograf, Gebrauchsfotograf: hielt mit seinen Fotografien die negativen Aspekte der modernen industriellen Zivilisation fest.
- Harold E. Edgerton, US-amerikanischer Elektroingenieur und Pionier der Hochgeschwindigkeitsfotografie, vor allem bekannt durch seine Aufnahmen von abgefeuerten Projektilen, Flüssigkeitstropfen und Atombomben.
- Edward Steichen, US-amerikanischer Fotograf, der als Patriarch der Fotografie bezeichnet wird. Sein The Pond-Moonlight (1904) war kurzzeitig 2006/7 mit einem Verkaufspreis von knapp 2,5 Mio. € die teuerste Fotografie der Welt.

## Produktion
Die Erhaltung des Films wird von der Film Foundation finanziert.

## Auszeichnungen
1957 wurde Louis Clyde Stoumen mit The Naked Eye in der Kategorie „Bester Dokumentarfilm“ für einen Oscar nominiert, konnte sich jedoch gegenüber Jacques-Yves Cousteaus Unterwasserfilm Die schweigende Welt nicht durchsetzen.